# Willem Adolf Visser ’t Hooft

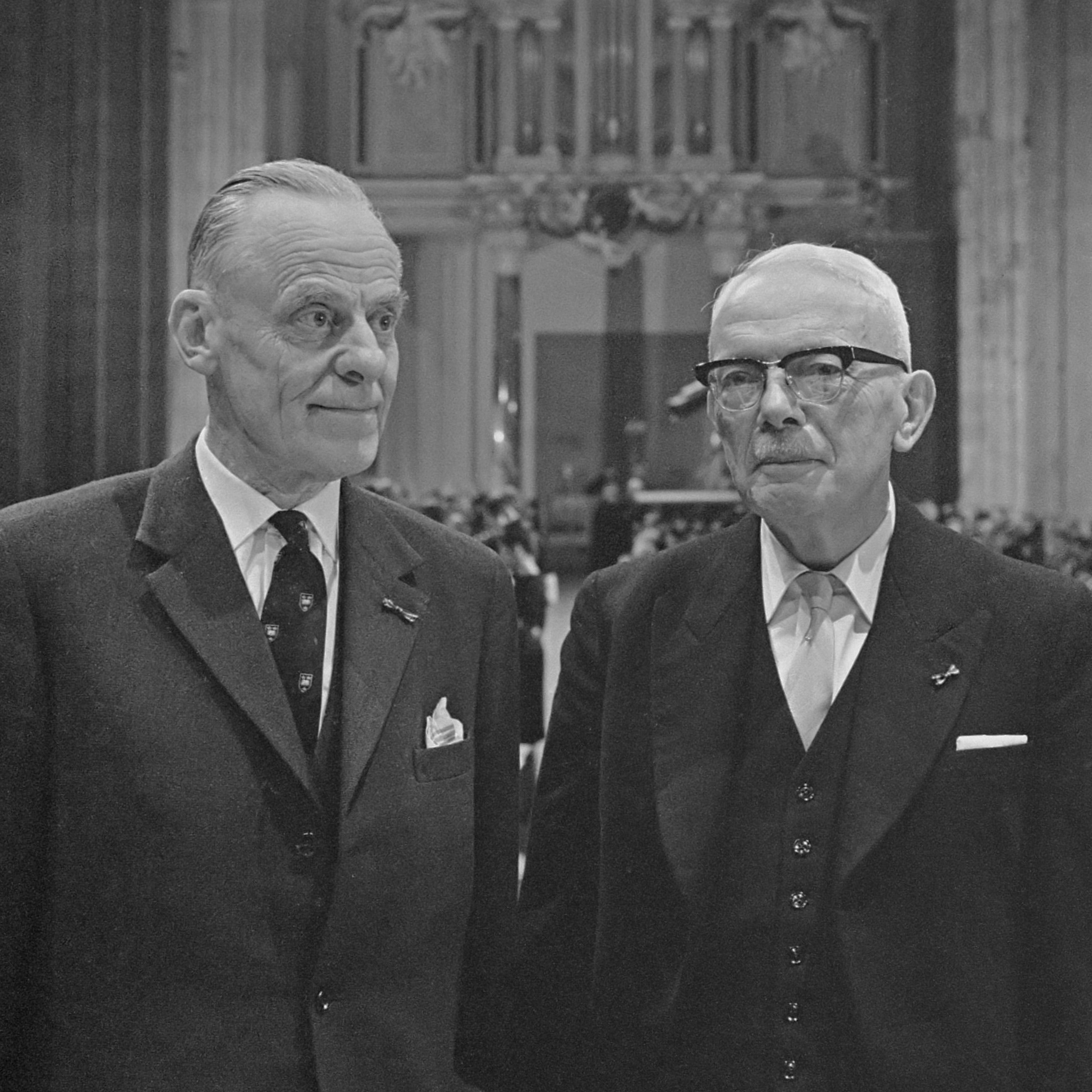
Willem Adolf Visser ’t Hooft, links (1964)

Willem Adolf Visser ’t Hooft (* 20. September 1900 in Haarlem; † 4. Juli 1985 in Genf) war ein niederländischer reformierter Theologe. Er war der erste Generalsekretär des Ökumenischen Rates der Kirchen.

## Leben
Visser ’t Hooft, der Sohn eines Juristen, studierte von 1918 bis 1923 Evangelische Theologie an der Universität Leiden. 1924 wurde er Sekretär beim Weltbund des CVJM in Genf und nahm 1925 in dieser Funktion an der Stockholmer Weltkirchenkonferenz teil. 1928 wurde er in Leiden mit einer Arbeit über die Theologie des Social Gospel in den USA zum Dr. theol. promoviert. 1931 wurde er Generalsekretär des christlichen Studentenweltbundes. 1938 wurde er Generalsekretär des vorläufigen Ausschusses in Utrecht, der eine Zusammenführung der Bewegung für Praktisches Christentum und der Bewegung für Glauben und Kirchenverfassung zum Ökumenischen Rat der Kirchen bewirken sollte. Als dieser 1948 in Amsterdam gegründet wurde, wurde Visser ’t Hooft zum Generalsekretär gewählt. Er blieb bis zu seinem Ruhestand 1966 in diesem Amt.
Theologisch war Visser ’t Hooft stark von Karl Barth beeinflusst. Zentrum seiner ökumenischen Arbeit war der Dialog der Kirchen, der sich je vor der gesellschaftlichen Situation neu verantworten muss. Mit Barth verstand er die Aufgabe der Theologie als kritische Selbstreflexion der Kirche.
In der Zeit des Nationalsozialismus unterstützte er die Bekennende Kirche in Deutschland. Im Frühjahr 1944 trafen sich in Genf, im Hause des Willem Adolf Visser ’t Hooft, mehrmals die Vertreter von Widerstandsgruppen aus neun europäischen Ländern, um ein föderatives geeintes Europa als einziges logisches Modell nach der Zeit vom Nationalsozialismus zu bewerkstelligen.
Er war auch der Leiter einer ökumenischen Delegation, die im Oktober 1945 das Stuttgarter Schuldbekenntnis der neu gegründeten EKD in Empfang nahm. Er hatte diese Erklärung im Vorfeld mit angeregt. In seiner Autobiographie erinnerte er sich an das Zustandekommen:

„Wie sollten wir die Wiederaufnahme voller ökumenischer Beziehungen erreichen? Die Hindernisse für eine neue Gemeinschaft ließen sich nur beseitigen, wenn die deutsche Seite ein klares Wort fand. Pierre Maury riet uns schließlich, den Deutschen zu sagen: ‚Wir sind gekommen, um Euch zu bitten, daß Ihr uns helft, Euch zu helfen.‘ Als wir in dem großenteils zerstörten Stuttgart ankamen, hörten wir, daß am Abend in der Markuskirche ein besonderer Gottesdienst stattfinden würde, bei dem Bischof Wurm, Pastor Niemöller und Bischof Dibelius sprechen sollten. Niemöller predigte über Jeremia 14, 7–11: ,Ach Herr, unsere Missetaten haben es ja verdient; aber hilf doch um deines Namens willen!‘ Es war eine machtvolle Predigt. Niemöller sagte, es genüge nicht, den Nazis die Schuld zu geben, auch die Kirche müsse ihre Schuld bekennen.“

## Auszeichnungen und Ehrungen
- 1958 wurde Visser ’t Hooft mit dem Großen Verdienstkreuz mit Stern und Schulterband der Bundesrepublik Deutschland ausgezeichnet.
- 1959 Offizier der Ehrenlegion
- 1961 Korrespondierendes Mitglied der Königlich Niederländischen Akademie der Wissenschaften
- 1966 erhielt er den Friedenspreis des Deutschen Buchhandels (zusammen mit Augustin Bea).[1]
- 1967 Ehrenbürger der Stadt Genf
- 1975 Augustin-Bea-Preis
- 1982 Four Freedoms Award, in der Kategorie Religionsfreiheit